# Castelnuovo Parano
Castelnuovo Parano är en ort och kommun i provinsen Frosinone i regionen Lazio i Italien. Kommunen hade 875 invånare (2018).